# Ampanihy (distrikt)
Ampanihy District är ett distrikt i Madagaskar.   Det ligger i regionen Atsimo-Andrefanaregionen, i den södra delen av landet, 700 km söder om huvudstaden Antananarivo.